# Acinipe angustipennis
Acinipe angustipennis är en insektsart som beskrevs av Lucien Chopard 1943. Acinipe angustipennis ingår i släktet Acinipe och familjen Pamphagidae. Inga underarter finns listade i Catalogue of Life.